# 北海道農業協同組合学校
一般社団法人北海道農業協同組合学校（いっぱんしゃだんほうじんほっかいどうのうぎょうきょうどうくみあいがっこう）とは、農業協同組合（JAグループ北海道）が運営する教育センターである。法律上は各種学校にあたる。通称・愛称は「JAカレッジ」。

## 概要
JAカレッジは、将来のJA幹部職員を目指す1年間の養成事業と、JA運動の担い手育成のため、JA役職員・農家組合員を対象とした研修事業を行っている。JAカレッジの事業は全道のJAグループの資金拠出により運営されている。
教育理念に「はつらつ」とした人材育成、教育目標には「積極性」「協調性」「使命感」を掲げ、地域農業・地域社会、そして、JAを担う人材の養成している。JAカレッジの学生は教育理念・教育目標に基づき、農業・JAに関する専門的知識の習得、JAで必要な資格の取得や農業・JA実習など実践的なカリキュラムとコミュニケーション力など社会人基礎力を高めることを目指している。

## 歴史
JAカレッジは1921年（大正10年）に、北海道が地域農業振興を図るため、産業組合の実務者を養成する目的で開設した「北海道産業講習所」を起源としている。その後、幾多の変遷を経て、1970年（昭和45年）に北海道からJAグループに運営が移管され、名称を「北海道農業協同組合学校」に変更し、現在に至っている。卒業生は5,000名（1970年のJA移管後、2,900名）を超え、現在、JAなどに約1,800名が所属している。

### 沿革
（この節の出典：）
- 1921年（大正10年）：北海道が「北海道産業講習所」を開設。
- 1942年（昭和17年）：「北海道庁協同組合講習所」に改称。
- 1949年（昭和24年）：「北海道立農業協同組合講習所」に改称。
- 1963年（昭和38年）：「北海道立農業協同組合学校」に改称。
- 1970年（昭和45年）：北海道からJAグループに運営が移管。また、「北海道農業協同組合学校」に改称。
- 1972年（昭和47年）：財団法人として運営開始。
- 1992年（平成04年）：「JAカレッジ」を愛称に決定。
- 2007年（平成19年）：男女共学制を開始。
- 2013年（平成25年）：一般財団法人として運営開始。また、耐震工事完了。
- 2020年（令和02年）：北海道農業協同組合学校設立50周年を迎える。

## 施設
JAカレッジの施設は以下の通りである。
- 本館
  - 講義室
  - PC教室
  - 図書室
- 体育館
- 恵北寮・恵北新寮
  - 食堂
  - トレーニング室
  - 管理人室
  - 舎監室
  - 洗面所
  - 浴室
  - ランドリールーム

## アクセス
所在地
- 郵便番号：069-0834
- 所在地：北海道江別市文京台東町43-1

公共交通機関
- JR大麻駅より徒歩約10分
- JRバス・夕鉄バス・大麻駅前通り停留所より徒歩12分